# هولمستراند
هولمستراند (بالإنجليزية: Holmestrand)‏ هي مدينة في مقاطعة فستفولد في النرويج.
يبلغ عدد سكانها حوالي 9,515 نسمة.

## أعلام
- نيلس كيير
- فريدريك هولست
- كاري هولت
- أولاف دون
- جون أندرسن
- مورتن مولر
- هارييت باكر